# Neurellipes lychnaptes
Neurellipes lychnaptes is een vlinder uit de familie van de Lycaenidae. De wetenschappelijke naam van de soort is voor het eerst gepubliceerd in 1891 door William Jacob Holland.
De soort komt voor in Ivoorkust, Ghana, Nigeria, Kameroen en Gabon.